# 다신교

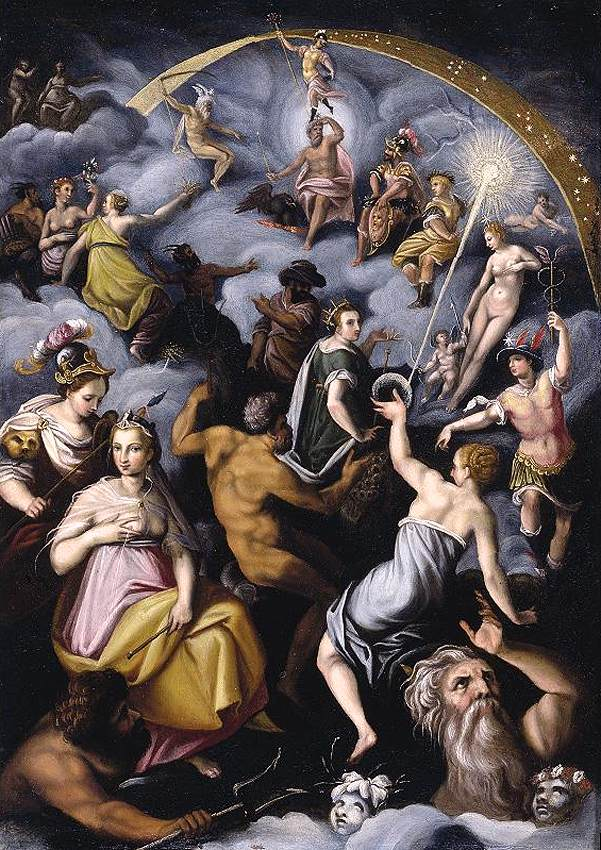

다신교(多神敎, polytheism)는 적어도 하나 이상의 신, 혹은 초월자(신앙, 의례, 경외의 대상)들의 존재를 인정하고, 그것들을 숭배하는 종교를 가리킨다. 하나의 신만을 신앙하는 일신교와 대조된다. 고대 그리스, 로마, 이집트, 인도의 종교는 전형적인 다신교다. 다신교는 여러 종교적 특징을 갖는다.

## 다신교의 특징
다신교는 대부분 태양, 비, 불같은 자연물을 신격화한 것이 특징이다. 자연물 외에도 동물, 식물, 영웅을 신격화 하기도 한다. 또한 인간의 행위를 신격화 하기도 하는데 고대 로마의 마르스는 전쟁의 신이었고, 사랑의 신으로 여겨진 그리스의 아프로디테, 인도의 카마 등을 예로 들 수 있다.
일본의 신토에서 믿는 아마테라스는 태양의 여신이다.
중국의 복희와 여와는 출생과 창조의 신들이다.

## 다신교의 종류
- 힌두교
- 고대 이집트 종교
- 신토
- 고대 그리스, 고대 로마의 종교
- 중국 민속 종교

## 같이 보기
- 애니미즘
- 민족 종교
- 단일신교
- 파리스의 심판
- 교체신교
- 일신숭배
- 내재신론
- 범신론
- 부두교